# Le Dompteur de lions
 (février 2016).
Le Dompteur de lions (titre original : Lejontämjaren) est un roman policier de Camilla Läckberg, publié en Suède en 2014. La version française est parue le 11 mai 2016 aux éditions Actes Sud dans la collection Actes noirs.

## Personnages
Famille Hallberg
- Helena: la mère
- Markus: le père
- Ricky: le fils
- Victoria: la fille, une des victimes

Famille Persson
- Marta: la mère, responsable du centre équestre
- Jonas: le père, vétérinaire
- Molli: la fille
- Helga: la grand mère paternelle
- Einar: le grand père paternel,

Famille Hansson
- Terese: la mère
- Lasse : le père
- Tyra : la fille

Famille Kowalski
- Leila: la mère
- Vladek: le père, dompteur de lion
- Louise: la fille
- Peter : le fils

Famille d'accueil Wallander de Louise et Tess : 
Agneta : soeur de Lila vivant en Espagne
Ingela Eriksson décédée 27 ans avant,    
Les 4 filles disparues
- Sandra Andersson de Strömsholm
- Jennifer Backlin de Falsterbo
- Kim Nilsson de Västerås
- Minna Wahlberg de Göteborg

Les acteurs habituels de la série
- Erica Falck, auteure de biographies, elle est mariée avec Patrik Hedströmn avec qui ils ont trois enfants.
- Patrik Hedström, inspecteur de police.
- Martin Molin, inspecteur de police.
- Bertill Mellberg: chef du commisariat de Fjallbacka.
- Gösta Flygare: inspecteur
- Tord Pedersen: médecin légiste.
- Paula Morales: inspectrice en congé de maternité.
- Annika Jansson: secrétaire au commissariat.
- Anna Maxwell: soeur d'Erica.
- Dan Karlsson : mari d'Anna